# 28415 Yingxiong
28415 Yingxiong este un asteroid din centura principală de asteroizi.

## Descriere
28415 Yingxiong este un asteroid din centura principală de asteroizi. A fost descoperit pe 3 noiembrie 1999 la Socorro, New Mexico, în cadrul proiectului LINEAR. Asteroidul prezintă o orbită caracterizată de o semiaxă mare de 2,63 ua, o excentricitate de 0,10 și o înclinație de 5,3° în raport cu ecliptica.